# Weha Odessa
Weha Odessa (ukr. «Вега» Одеса) – ukraiński klub piłkarski z siedzibą w mieście Odessa, w południowo-zachodniej części kraju, działający w latach 1912–1935.

## Historia
Chronologia nazw:
- 1912: Weha Odessa (ukr. «Вега» Одеса, ros. «Вега» Одесса)
- 1935: klub rozwiązano

Piłkarska drużyna Weha Odessa została założona w Odessie 27 września (10 października) 1912 roku przy osobistej gwarancji sekretarza Odeskiej Ligi Piłki Nożnej Johna Gerda. Założyciele: obywatel angielski John Gerd, inżynier elektryk Walentin Aleksandrowicz Kryżanowski i syn absolwenta kursu nauk prawnych Aleksandr Liwszyc.
Koło uprawiało piłkę nożną, hokej, tenis ziemny, laptę, gorodki, lekkoatletykę, gimnastykę, łyżwiarstwo i narciarstwo.
Członkiem koła mógł być każdy, z wyjątkiem nieletnich uczniów szkół gimnazjalnych i gimnazjów, a także niższych stopni w służbie czynnej, kadetów i zawodowych piłkarzy, którzy grali w drużynie klubowej w mistrzostwach Odessy.
W 1912 roku klub przystąpił do Odeskiej Ligi Piłki Nożnej i wziął udział w drugich w historii odeskiej piłki nożnej mistrzostwach miasta. W sezonie 2011/12 drużyna zajęła 5. miejsce, rewelacyjnie pokonując w mistrzostwach jednego z faworytów, Sporting-Klub. Rok później zespół powtórzył wynik: zajął piąte miejsce w mistrzostwach i wywołał kolejną sensację pokonując OBAK, umożliwiając w ten sposób Sz.K. po raz pierwszy w klasyfikacji końcowej wyprzedzili Brytyjczyków.
W sezonie 1913/14 Vega zmieniła status niewygodnego "średniaka" mistrzostw na status jednego z pretendentów do medali, przez dwa lata z rzędu znajdowała się w pierwszej trójce drużyn Odeskiej Ligi Piłki Nożnej, a w lidze od 1915 do 1918 co roku zdobywała tytuł wicemistrza Odessy.
Klub jest rekordzistą pod względem liczby zwycięstw w trzeciej kategorii w hierarchii Odeskiej Ligi Piłki Nożnej (4), co dało jej prawo do otrzymania na własność Pucharu Okszy-Orżechowskiego.
Rewolucja Październikowa i wojna domowa uniemożliwiły klubowi osiągnięcie wyjątkowego osiągnięcia - zdobycia w jednym sezonie Pucharu Jacobsa, Pucharu Gerda i Pucharu Okszy-Orzechowskiego. Los jednak oddał dług drużynie: w 1919 roku klub przeszedł do historii jako pierwszy mistrz radzieckiej Odessy. Drużyna potem występowała w rozgrywkach mistrzostw miasta, ale bez większych sukcesów, tylko w 1922 i 1923 stanęła na podium, zdobywając brązowe medale mistrzostw. W 1935 została rozwiązana.

## Sukcesy
- mistrz Odessy: 1918/19.
- wicemistrz Odessy (4): 1914/15, 1915/16, 1916/17, 1917/18.
- brązowy medalista mistrzostw Odessy (3): 1913/14, 1921/22, 1922/23.
- zdobywca Tarczy A.A. Bochanowa (3): 1915, 1916, 1917
- zdobywca Pucharu Gerda (1): 1918
- zdobywca Pucharu Okszy-Orżechowskiego (4): 1913, 1915, 1916, 1917